# 童瑞陽
童瑞陽（Tong Rui-yang，1954年2月28日—），是臺灣企業界人物，臺中市沙鹿區竹林里人，為民主進步黨黨籍，逢甲大學經營管理研究所碩、博士學位，曾經擔任國際獅子會臺灣總會第51屆總會長，國際獅子會臺灣總會C2區 (0304)總監。2011年5月26日，童瑞陽獲民主進步黨徵召，代表民進黨參選2012年中華民國立法委員選舉對上尋求連任的中國國民黨現任立委楊瓊瓔決戰臺中市第三選舉區（后里區、神岡區、大雅區、潭子區），最後落敗。

## 選舉

### 2012年區域立法委員選舉
- 台中市第三選區（潭子區、大雅區、神岡區、后里區）

| 選區           | 編號 | 政黨 | 候選人 | 票數（百分比） |
| -------------- | ---- | ---- | ------ | -------------- |
| 台中市第三選區 | 1    |      |        |                |
|                |      |      |        |                |
|                |      |      |        |                |

| 前任： 王金榮 | 國際獅子會臺灣總會第51屆總會長 | 繼任： 王瑞拱 |